# 水窪北インターチェンジ
水窪北インターチェンジ（みさくぼきたインターチェンジ）は、静岡県浜松市天竜区水窪町奥領家に建設中の三遠南信自動車道（青崩峠道路）のインターチェンジである。名称は仮称である。この記事ではかつて存在した三遠南信自動車道 草木トンネルのインターチェンジについても記述する。

## 概要
1994年（平成6年）に自動車専用道路の三遠南信自動車道 草木トンネルが開通したことにより、同道路の浜松方面側のインターチェンジとして水窪北インターチェンジの供用を開始した。しかし、1997年（平成9年）に草木トンネルの飯田方面側の草木ICから先の兵越峠直下を通過するルートの地盤が貧弱なことが判明し、2008年（平成20年）までに青崩峠西側を通るルートに変更された。このため、草木トンネルはルートから外されて自動車専用道路から一般道路に格下げされ、水窪北ICは草木ICとともに廃止された。
当インターチェンジには浜松方面へ本線を延伸するための橋脚が何本か設置されていたが、現在は撤去されている。

## 道路
- E69 三遠南信自動車道（一般国道474号）

## 接続する道路
- 国道152号

## 歴史
- 1994年（平成6年）7月14日 : 草木IC - 水窪北IC間開通により三遠南信自動車道のインターチェンジとして供用開始。
- 2008年（平成20年）度 : 草木IC - 水窪北IC間をルートから除外し、一般道路に格下げ。これにより、三遠南信自動車道のインターチェンジではなくなる。

## 隣
E69 三遠南信自動車道
小嵐IC（事業中） - 水窪北IC - 現道改良区間（国道152号） - 水窪IC